# Hertigswalde
Hertigswalde je vesnice, místní část velkého okresního města Sebnitz v německé spolkové zemi Sasko. Nachází se v zemském okrese Saské Švýcarsko-Východní Krušné hory na státní hranici s Českou republikou. Má 905 obyvatel.

## Historie
Hertigswalde bylo založeno jako lesní lánová ves. První písemná zmínka pochází z roku 1446, kdy bylo zmiňováno jako Hertewigisswalde. Název pochází z mužského křestního jména Hartwig a německého slova Wald (les). Hertigswalde bylo samostatnou obcí až do roku 1950, kdy se stalo součástí města Sebnitz.

## Geografie
Vesnice se rozkládá v údolí Hertigswaldského potoka v oblasti Saského Švýcarska. Severně od vsi se nachází Kaiserberg (495 m n. m.), do východní části zasahuje úpatí Tanečnice (599 m n. m.). Jižní částí prochází lužický zlom. Se sousedním Tomášovem je Hertigswalde spojené hraničním přechodem pro pěší.

## Pamětihodnosti
- Kamenný kříž ve středu vsi

## Osobnosti
- James Krűss (1926–1997) - německý básník a spisovatel, ve svém mládí během druhé světové války patřil mezi Helgolanďany evakuované do Hertigswalde
- Albert Kunze (1877–1949) pracoval od 1904 jako nezávislý malíř v Sebnitz a Hertigswalde
- Quentin Tarantino (* 1963) - americký scenárista, režisér a producent, zde v srpnu 2008 natáčel část svého úspěšného filmu Hanebný pancharti